# Молодіжна збірна Беніну з футболу
Молодіжна збірна Беніну з футболу — національна молодіжна футбольна збірна Беніну, що складається із гравців віком до 20 років. Вважається основним джерелом кадрів для підсилення складу основної збірної Беніну. Керівництво командою здійснює Бенінська федерація футболу.
Команда має право участі у Молодіжному чемпіонаті Африки, у випадку успішного виступу на якому може кваліфікуватися на молодіжний чемпіонат світу до 20 років. Також може брати участь у товариських і регіональних змаганнях.